# Allweil fidel
Allweil fidel oder Wann i amal stirb ist ein bekanntes Wienerlied wahrscheinlich steirischen Ursprungs aus der Zeit um 1865. Verfasser soll ein Carl Rieder gewesen sein. Zur selben Melodie wurde in der Steiermark, namentlich im Mürztal das Lied „Hiatzt bin i no kloan“ gesungen, das Peter Rosegger, ins Hochdeutsche übersetzt 1872,  mit Richard Heuberger in der Sammlung „Das lustige Steirerlied“ abdruckte. Es gibt zahlreiche Varianten, zum Beispiel als Loblied auf den Alkoholkonsum. Vermutlich kam die Melodie durch steirische Volkssänger nach Wien, wo sie dem Dreivierteltakt angepasst wurde und den heute bekannten wienerisch larmoyanten Text erhielt. In dieser Fassung wurde es seit den 1970er Jahren durch Interpreten wie Karl Hodina, Roland Neuwirth und André Heller gepflegt.

## Text
Wann i amal stirb, stirb, stirb,

Müß’n mi’ die Fiaker trag’n 

Und dabei Zithern schlag’n,

Weil i das liab’, liab’, liab’,

Spielt’s an Tanz laut und hell, 

Allweil fidel! 

O liabe Leut’, Leut’, Leut’,

Tuats ös den Strottern sag’n,

Dass' auf die Butten schlag’n,

Und singts mit Freud’, Freud’, Freud’,

An meiner Grabesstell’:

Allweil fidel!

D’Madeln von Wien, Wien, Wien,

Wer’n in der Trauer gehn,

Und um die Bahr dastehn.

Er is dahin, -hin, -hin,

Der Geist war, meiner Seel,

Allweil fidel!